# Ineos
Ineos — британская международная химическая группа, четвёртая крупнейшая в мире по состоянию на 2021 год. Включает 3 подгруппы и несколько отдельных компаний. Штаб-квартира находится в Лондоне, зарегистрирована на острове Мэн.

## История
В 1992 году Джеймс Рэтклифф создал компанию Inspec, которая арендовала у British Petroleum нефтехимический завод в Антверпене. В 1998 году он же основал новую компанию Ineos, купившую этот завод (Ineos от INspec Ethylene Oxide and Specialities, «Инспек» — оксид этилена и специализированные материалы). Затем последовала серия из приобретений химических предприятий у таких компаний, как BASF, BP и Imperial Chemical Industries; крупнейшей покупкой была компания Innovene у BP за 9 млрд долларов в 2005 году. В июне 2011 года было создано совместное предприятие Petroineos (с PetroChina). Тогда же было создано ещё одно совместное предприятие, Styrolution, доля компании-партнёра BASF была выкуплена в 2014 году.
В 2017 году у BP был куплен нефтепровод Фортиз (Forties pipeline system); он был построен в 1975 году и связывает месторождения нефти в Северном море с НПЗ в Гранджемуте (также собственность Ineos с 2005 года), по нему проходит 450 тыс. баррелей нефти в сутки.
В июне 2020 года у BP был куплен весь оставшиеся нефтехимический бизнес, включавший 14 предприятий в США и странах Европы и Азии; сумма сделки составила 5 млрд долларов.

## Собственники и руководство

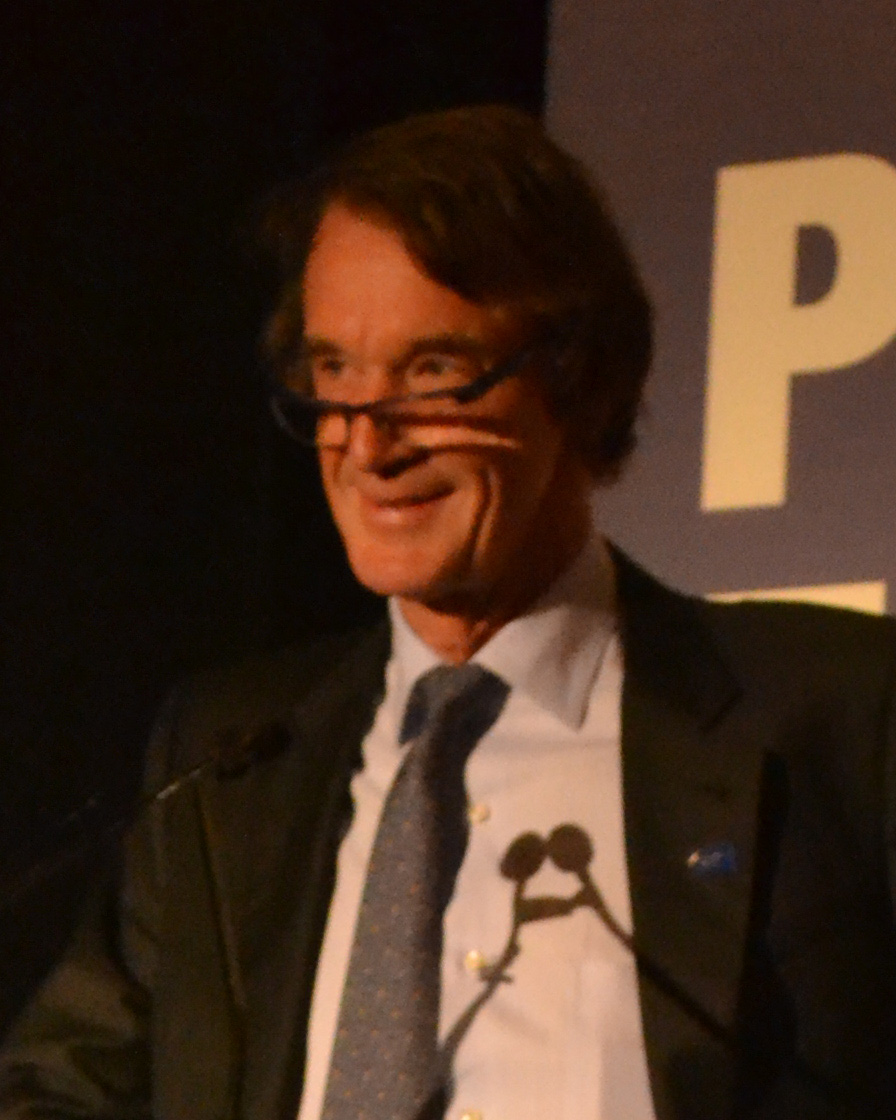
Джим Рэтклифф, 2013 год

Основателем, крупнейшим акционером (61,84 %) и председателем правления является Джим Рэтклифф, самый богатый человек Великобритании.
Другими ключевыми фигурами являются:
- Эндрю Карри (Andrew Currie) — в INEOS с 1999 года, до этого 15 лет проработал в BP. Ему принадлежит 19,14 % акций группы.
- Джон Рис (John Reece) — финансовый директор группы с 2000 года, до этого был партнёром в PricewaterhouseCoopers. Ему принадлежит 19,02 % акций группы.
- Джим Доусон (Jim Dawson) — в группе с 2001 года, до этого работал в Shell.

## Деятельность
Основные составляющие группы:

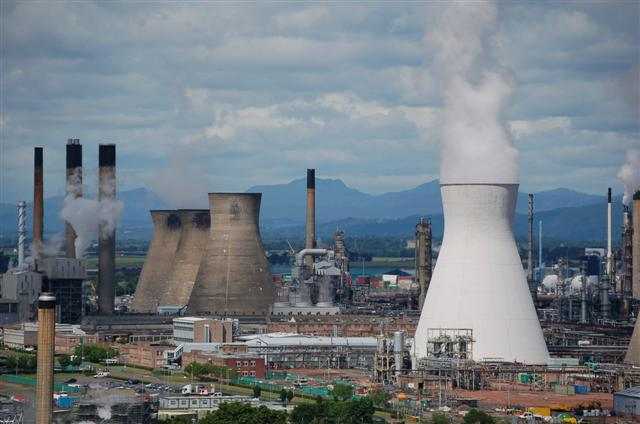
Гранжемутский нефтеперерабатывающий завод

Ineos Group Holdings S. A. Штаб-квартира находится в Люксембурге. Выручка за 2021 год — 18,83 млрд евро, чистая прибыль — 2,09 млрд евро. Производственные мощности включают 33 предприятия, в том числе в США (21), Канаде (1), Германии (3), Норвегии (2), Бельгии (5), Великобритании (1). Объём химической продукции составляет 23,1 млн тонн в год (олефины и полимеры); 7300 сотрудников.
INEOS Quattro Holdings Ltd. Штаб-квартира расположена в Лондоне. Выручка за 2021 год — 14,93 млрд евро, чистая прибыль — 1,58 млрд евро. Производственные мощности включают 49 предприятий в 19 странах Америки, Европы и Азии, продукция включает стирол, поливинилхлорид, ароматические соединения и уксусную кислоту, 9400 сотрудников.
INEOS Upstream Ltd. Добыча нефти и газа в Великобритании (Северное море) и Дании, средний уровень добычи составляет 34 тыс. баррелей в сутки.
INEOS Enterprises Holdings Ltd. Производство пигментов, композитных материалов и растворителей. Выручка за 2021 год — 2,7 млрд евро, 2 млн тонн продукции в год на 25 предприятиях в США, Канаде, Китае и ряде стран Европы, 3100 сотрудников.
INEOS Technologies (Holdings) Ltd. Группа компаний, специализирующихся на электролизе.
INEOS Automotive Ltd. Компания занимающаяся производством внедорожника Ineos Grenadier на заводе  в Амбахе, Франция.

## Спорт
Группа является спонсором ряда команд в различных видах спорта:
- INEOS Britannia — парусный спорт.
- Ineos Grenadiers — британская профессиональная шоссейная велокоманда (с 2009 по 2019 год — Team Sky).
- четыре футбольных клуба:
  - Манчестер Юнайтед — английский профессиональный клуб.
  - Ницца — французский профессиональный клуб.
  - Лозанна — швейцарский профессиональный клуб.
  - RC Abidjan[англ.] — клуб первой лиги чемпионата Кот-д’Ивуара.
- Команда Формулы-1 Мерседес
- Сборная Новой Зеландии по регби